# Державна архівна служба України
Державна архівна служба України (скорочено Укрдержархів) — центральний орган виконавчої влади, діяльність якого забезпечує реалізацію державної політики у сфері архівної справи, діловодства та створення і функціонування державної системи страхового фонду документації, а також міжгалузеву координацію з питань, що належить до її компетенції. Діяльність Укрдержархіву спрямовується і координується Кабінетом Міністрів України через Міністра юстиції.
Утворена відповідно до Указу Президента України від 9 грудня 2010 р. № 1085/2010 «Про оптимізацію системи центральних органів виконавчої влади». Є правонаступником Державного комітету архівів України.
Голова Державної архівної служби — Анатолій Хромов

## Діяльність
Положенням про Державну архівну службу України, затвердженим постановою Кабінету Міністрів України від 21 жовтня 2015 року № 870, для неї визначені наступні основні завдання:
1. реалізація державної політики у сфері архівної справи, діловодства та створення і функціонування державної системи страхового фонду документації;
2. внесення на розгляд Міністра юстиції пропозицій щодо забезпечення формування державної політики у сфері архівної справи, діловодства та створення і функціонування державної системи страхового фонду документації;
3. організація проведення науково-дослідних робіт у сфері архівної справи, документознавства, археографії, формування та зберігання страхового фонду документації.[6]

Окрім Положення Державна архівна служба України у свої діяльності керується Законами України «Про Національний архівний фонд та архівні установи» та «Про страховий фонд документації України» та іншими нормативно‑правовими актами.
Пріоритети діяльності Укрдержархіву визначені Стратегією розвитку архівної справи до 2025 року та проєктом Концепції розвитку архівної справи до 2026 року.

### Забезпечення збереженості документів Національного архівного фонду
Державна архівна служба України проводить моніторинг стану збереженості документів Національного архівного фонду, проведення перевірки наявності та стану документів НАФ у архівних установах, місцевого самоврядування, на підприємствах, установах і організаціях усіх форм власності. Зусилля також спрямовуються на реставрацію та консервацію оригіналів документів Національного архівного фонду, вивчення та впровадження досвіду зарубіжних країн у зберіганні, консервації і реставрації оригіналів документів на всіх видах носіїв інформації.

### Забезпечення функціонування державної системи страхового фонду документації
Укрдержархів підтримує потенціал та стимулює розвиток страхового фонду документації задля забезпечення надійного зберігання і задоволення потреб юридичних осіб – користувачів страхового фонду документації, які працюють у сферах національної безпеки, оборони та економіки. Діяльність відбувається в рамках реалізації Державної програми формування страхового фонду документації на продукцію оборонного і мобілізаційного призначення на 2005–2024 року.

### Оцифрування документів
Державна архівна служба України забезпечує формування цифрового фонду користування документами Національного архівного фонду та забезпечення доступу до нього. Оцифрування відбувається в межах Програми оцифрування архівних інформаційних ресурсів на 2022–2025 роки.
З 2023 року реалізується пілотний проєкт «е-Архів», який дасть змогу здійснювати роботу та створить належні умови для постійного зберігання і використання електронних документів Національного архівного фонду України (так званих «born-digital documents») та державних інформаційних електронних ресурсів.

### Міжнародне співробітництво
З 1956 року Державна архівна служба України є членом Мiжнародної ради архiвiв (International Council on Archives) за категорією «А» (постанова Кабінету Міністрів України від 13 вересня 2002 року № 1371 «Про порядок участі центральних органів виконавчої влади у діяльності міжнародних організацій, членом яких є Україна»). Із 2022 року Державна архівна служба України бере участь у засіданнях Європейської групи архівів (European Archives Group) та Європейської ради національних архівістів (European Board of National Archivists).
Укрдержархів має двосторонні міжнародні угоди з архівними службами та національними архівами країн Європи, Азії, Америки – загалом більше 30 країн.
Документи Національного архівного фонду України у Міжнародному реєстрі Програми ЮНЕСКО «Пам’ять світу»:
- документи з центральних державних історичних архівів України м. Києва та м. Львова у документальному комплексі «Архіви Радзивіллів та Несвіжська бібліотечна колекція» (2009);
- «Документальна спадщина, пов’язана з аварією на Чорнобильській АЕС» (2017);
- «Документальна спадщина Бабин Яр» (2023).

### Досягнення
У час пандемії коронавірусу SARS-CoV-2 Державна архівна служба України зробила головний акцент у своїй діяльності на забезпечення доступу користувачів до архівних документів попри карантинні обмеження. Згідно з висновками Інституту розвитку свободи інформації (IDFI, Грузія), опублікованими в 2020 році, політику Укрдержархіву в період пандемії визнано найбільш активною та відкритою для користувачів серед 10 пострадянських і східноєвропейських країн.
Попри пандемію та початок повномасштабного російського вторгнення в Україну Укрдержархів масштабує програми оцифрування документів українських архівів. Станом на 2023 рік архівні установи України самостійно та спільно з партнерами сканують більше ніж пів мільйона справ на рік.
У 2023 році у журналі «Archives and Records» було опубліковано дослідження імплементації рекомендацій Ради Європи стосовно політики доступу до архівів у національне законодавство. Його результати свідчать, що українські архіви в цілому відповідають європейській політиці доступу.

## Структура
Державна архівна служба України містить такі департаменти, управління, відділи та сектори:
- Керівництво: Голова, перший заступник та заступник Голови
- Департамент архівної справи
  - Відділ формування Національного архівного фонду
  - Відділ зберігання та обліку Національного архівного фонду
  - Відділ використання інформації документів Національного архівного фонду та довідкового апарату
  - Відділ методичного забезпечення
- Департамент страхового фонду документації
  - Відділ ведення та використання страхового фонду документації
  - Відділ створення та формування галузевих та обласних (регіональних) страхових фондів документації оборонного, мобілізаційного і господарського призначення
  - Відділ ведення державних реєстрів та надання адміністративних послуг
  - Відділ державного контролю за додержанням законодавства у сфері страхового фонду документації
- Управління комунікацій
  - Відділ міжнародного співробітництва
  - Відділ комунікацій зі ЗМІ, громадськістю та доступу до публічної інформації
- Управління цифрової трансформації
  - Відділ цифрового розвитку та цифровізації
  - Відділ інформаційних технологій та захисту інформації
- Управління економічного аналізу, фінансового забезпечення, бухгалтерського обліку та звітності
  - Відділ бухгалтерського обліку та звітності
  - Відділ економічного аналізу та фінансового забезпечення
- Управління роботи з персоналом та організаційного забезпечення
  - Відділ управління персоналом
  - Відділ організаційної роботи
- Сектор діловодства та контролю
- Сектор правового забезпечення
- Сектор режимно-секретної роботи
- Головний спеціаліст з питань запобігання та виявлення корупції
- Головний спеціаліст з мобілізаційної роботи
- Головний спеціаліст з питань внутрішнього аудиту

## Сфера управління
Див. також: Архівні установи України
Станом на 1 січня 2023 року фактично відома інформація про мережу архівних установ України у кількості 874 одиниці.
До сфери управління Державної архівної служби належить 7 центральних державних архівів, 3 центральні державні архівні установи, 7 спеціальних установ страхового фонду документації, Український науково-дослідний інститут архівної справи та документознавства і Науково-дослідний, проєктно-конструкторський та технологічний інститут мікрографії.
Укрдержархів також контролює діяльність 25 державних архівів областей і м. Києва; 111 архівних відділів (секторів) райдержадміністрацій; 126 архівних відділів (секторів) міських рад; 14 галузевих державних архівів; 570 архівних установ сільських, селищних, міських рад, рад об’єднаних територіальних громад (трудових архівів); 17 архівних установ, заснованих фізичними особами та/або юридичними особами приватного права.

## Історія
Уперше центральні державні органи управління архівною справою в України почали створювати у 1917–1920 роках. У вересні 1917 року у складі Департаменту мистецтв Генерального секретарства освіти Української Центральної Ради  (з 9 січня 1918 року – Народного міністерства освіти УНР) було організовано Бібліотечно-архівний відділ, який до квітня 1918 року очолював історик, архівіст Олександр Грушевський.
90 років по тому, у 2007 році, на загальнодержавному рівні вперше відзначено дату створення системи державних архівних установ України (розпорядження Кабінету Міністрів України від 11 липня 2007 року № 522-р «Про відзначення 90-річчя від дня створення системи архівних установ»), а 2017 року – її 100-річчя.
Крім суто практичної діяльності, – збереження архівної спадщини в складних умовах Української революції – Бібліотечно-архівний відділ опікувався питаннями планування та впровадження архівної реформи, яка передбачала створення Національного архіву, розширення доступу до архівної інформації, напрацювання видавничої програми, утворення археографічної комісії, повернення українських документів з російських архівів.
У квітні 1918 року був організований Архівно-книжно-бібліотечний відділ Головного управління у справах мистецтв та національної культури Міністерства народної освіти Української Держави. Його очолив Вадим Модзалевський (квітень 1918 – січень 1919). Архівно-книжно-бібліотечний відділ зосередив зусилля на вдосконаленні засад і практичному втіленні архівної реформи. Її визначальними принципами були: законодавче закріплення державної власності на архівні документи, централізація архівної справи, створення Національного архіву Української Держави з підпорядкованими йому архівами та архівними комісіями на місцях, заснування фахових навчальних закладів. У питанні створення Національного архіву відділ тісно співпрацював з Археографічною комісією та з Археографічним інститутом, у якому мали проходити підготовку майбутні фахівці архівної справи.
У другій половині 1919 року діяльність архівних установ спрямовувала Архівна комісія Міністерства народної освіти Директорії УНР під керівництвом історика, архівознавця Пилипа Клименка. Комісією було ініційовано видання архівно-музейного часопису «Українська старовина» (Кам’янець-Подільський, 1919).
За радянських часів державний орган управління архівною справою часто змінював своє найменування, а інколи і місце розташування.
Створена в січні 1919 року у Харкові Архівно-бібліотечна секція Всеукраїнського комітету охорони пам’яток мистецтва і старовини (ВУКОПМИС) (керівник Віктор Барвінський), займалася організацією і централізацією архівної справи, обліком і розподілом документів між архівами; пошуком відомостей про документи українського походження в закордонних архівах; здійсненням контролю за добором документів на постійне зберігання; популяризацією архівної справи; підготовкою кадрів.
Після переїзду до Києва Архівно-бібліотечну секцію знову очолив Вадим Модзалевський (квітень – червень 1919 року).
З початком Другої світової війни, протягом 1941–1943 років, Архівне управління діяло в евакуації.
У 1944 році мережа архівних установ складалася з Центрального державного архіву Жовтневої революції, Центрального державного історичного архіву, Центрального державного архіву фонофотокінодокументів та їхніх трьох філій, 24 обласних архівів з 8 філіями, а також міських і районних архівів.
1960-ті роки позначені реалізацією реформи архівної галузі, що зокрема передбачала створення колегії Архівного управління – дорадчого органу для розгляду найважливіших питань його діяльності. Крім того, на цей період припадає оновлення правової бази, формування Державного архівного фонду, розширення доступу до архівних документів, розгортання наукових досліджень у сфері архівознавства і документознавства, організації діяльності архівних установ на нових засадах, подальшого розвитку їх мережі.
Саме у цей час створюються Центральний державний архів-музей літератури і мистецтва УРСР (1966), Центральний державний архів науково-технічної документації УРСР (1969).
У 1970–80-х роках Головне архівне управління при Раді Міністрів УРСР (Головархів) очолює кандидат історичних наук, заслужений працівник культури України Олександр Мітюков. В архівній галузі відбуваються суттєві зрушення, вживаються заходи з поліпшення умов зберігання документів Державного архівного фонду, технічного оснащення архівів; організовуються лабораторії і групи з ремонту, реставрації і мікрофільмування документів, удосконалюється науково-довідковий апарат про склад і зміст архівних фондів, розширюються межі використання архівної інформації, зміцнюються міжнародні зв’язки Головархіву.
Із проголошенням Україною незалежності створюється Головне архівне управління при Кабінеті Міністрів України. Невдовзі, 1993 року, ухвалюється перший профільний Закон України «Про Національний архівний фонд і архівні установи», при підготовці якого використовувалися нотатки очільників архівних органів періоду Української революції 1917–1921 років.
Правонаступником Головархіву став Державний комітет архівів України, утворений згідно Указу Президента України від 15 грудня 1999 № 1573 «Про зміни у структурі центральних органів виконавчої влади». У 2010 році він був реорганізований у Державну архівну службу України (Укрдержархів). З 2019 року і дотепер Укрдержархів очолює Анатолій Хромов.

## Онлайн-ресурси Укрдержархіву
Міжархівний пошуковий портал (створений у травні 2022 року)
Український мартиролог ХХ століття (відновлено роботу у 2020 році)
Унікальні документи Національного архівного фонду
Архівні документи на ресурсах партнерів

## Науково-практичний журнал "Архіви України"
Державна архівна служба України є засновником науково-практичного журналу «Архіви України», який видається з 1947 року.
Усі випуски журналу оцифровані та доступні онлайн у повному обсязі:https://au.archives.gov.ua/index.php/au/issue/archive та https://libraria.ua/.